# Lithocarpus

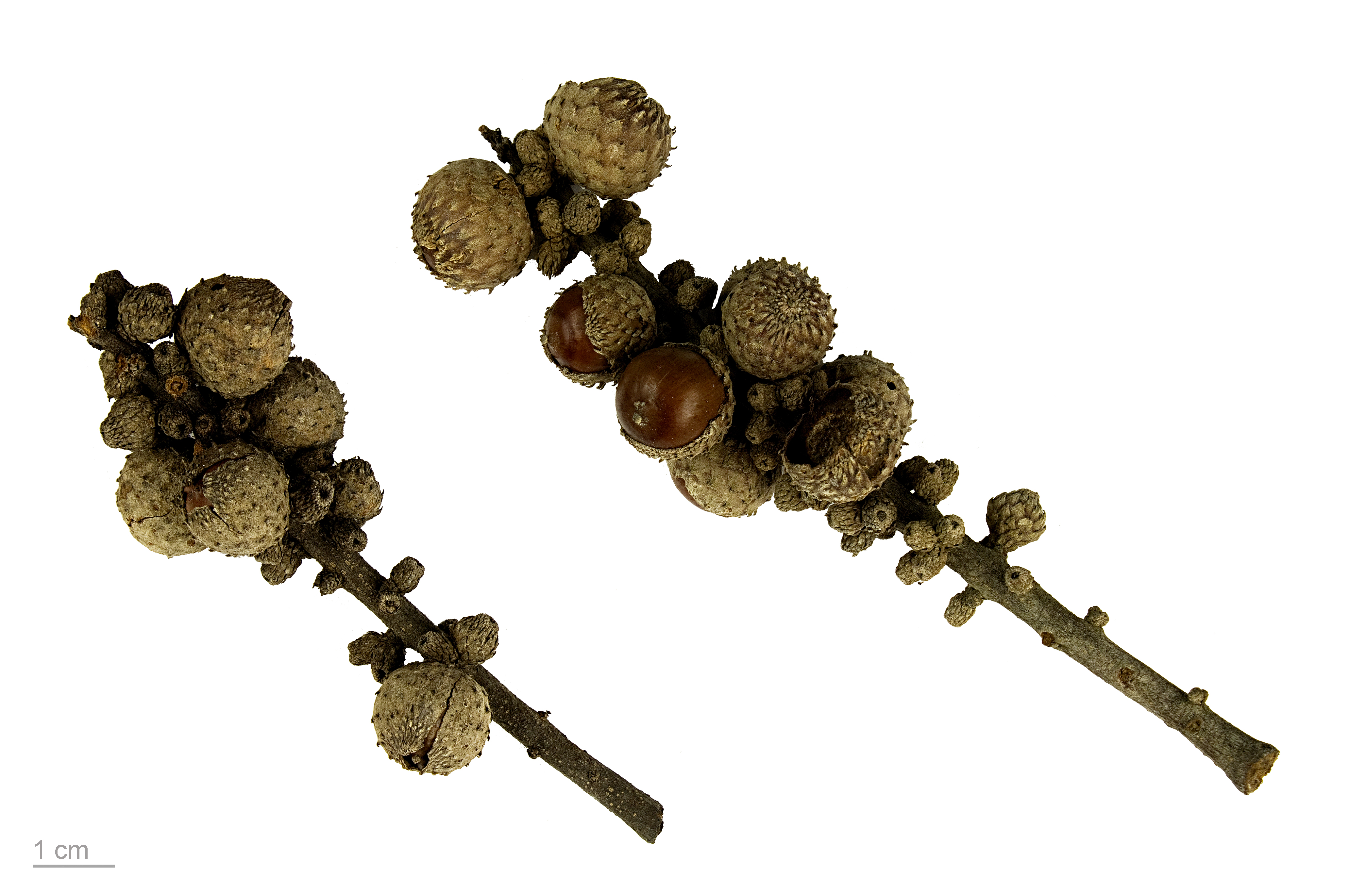
Lithocarpus sp.

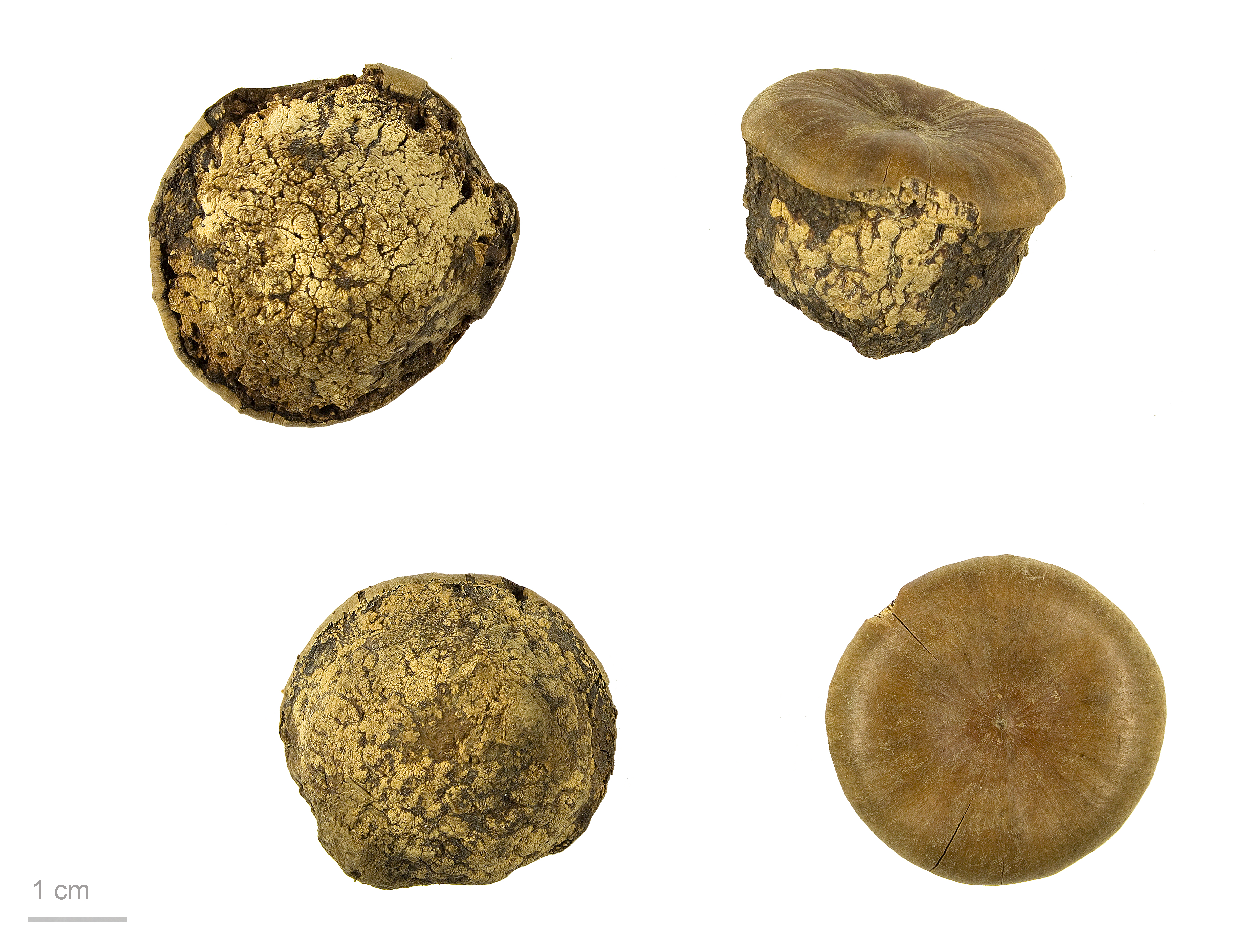
Lithocarpus sp.

Lithocarpus Blume, 1825, dal greco antico: λίθος?, lithos ("pietra") e καρπός, karpós ("frutto"), è un genere di alberi e arbusti sempreverdi affini alle querce e inclusi nella famiglia delle Fagacee.

## Distribuzione e habitat
Questo genere è esclusivo dell'Asia orientale e tropicale, in particolare Cina e Giappone.

## Descrizione
Le specie appartenenti al genere Lithocarpus sono piante legnose, a portamento arboreo o arbustivo.
Le foglie sono coriacee, sempreverdi, alterne, semplici, a margine intero o dentato.
I fiori maschili e femminili sono separati, anche se possono coesistere sulla stessa pianta. I fiori maschili sono raccolti in infiorescenze allungate (amenti).
I frutti sono tecnicamente delle noci. Il loro aspetto è simile alle ghiande, con una cupola estremamente dura (da cui il nome del genere).
A parte la cupola, il frutto è commestibile in alcune specie, ma in altre è immangiabile, generalmente a causa del sapore eccessivamente amaro.

## Tassonomia
Il genere Lithocarpus fu definito da Blume nel 1825 e comprende oltre 300 specie.
Nel 1866 Anders Sandoe Oersted propose di attribuire una parte delle specie a un genere di nuova istituzione, Pasania. Questa scelta non è generalmente seguita e Pasania è oggi considerato sinonimo di Lithocarpus.
Sono state proposte anche altre suddivisioni del genere, e alcune sono ancora in discussione. Una specie precedentemente attribuita a questo genere è Notholithocarpus densiflorus, presente in America del Nord (California e Oregon), ora parte di un genere monospecifico a sé.

## Usi
Alcune specie di questo genere sono impiegate per scopi ornamentali.
La corteccia della quercia del tannino (Lithocarpus densiflorus) è ricca di tannino e veniva impiegata un tempo per estrarre tannino destinato alla concia delle pelli.
Lithocarpus edulis produce frutti commestibili.